# Aleksej Mamykin
Aleksej Ivanovič Mamykin (in russo Алексей Иванович Мамыкин?; Verjaevo, 29 febbraio 1936 – 20 settembre 2011) è stato un allenatore di calcio e calciatore sovietico, di ruolo attaccante.

## Carriera
Con la maglia della nazionale sovietica ha preso parte ai Mondiali del 1962, mettendo a segno un gol.

## Palmarès

### Giocatore

#### Competizioni nazionali
- Campionato sovietico: 3

Dinamo Mosca: 1954, 1955, 1957
- Coppa dell'Unione Sovietica: 1

Dinamo Mosca: 1953